# IC 661
IC 661 ist eine elliptische Galaxie vom Hubble-Typ E/S0 im Sternbild Löwe auf der Ekliptik. Sie ist schätzungsweise 528 Millionen Lichtjahre von der Milchstraße entfernt und hat einen Durchmesser von etwa 95.000 Lichtjahren. 

Im selben Himmelsareal befinden sich u. a. die Galaxien IC 660 und IC 662.
Das Objekt wurde am 11. März 1893 vom französischen Astronomen Stéphane Javelle entdeckt.